# 約翰·拉里·凱利
約翰·拉里·凱利（1923年出生于美国德克萨斯州科西卡纳，1965年逝世于纽约市）是一位在贝尔实验室工作的美国科学家。他最著名的成就是尽量提高投资增长的凱利公式。
在第二次世界大战中他在美国海军当了四年飞行员，随后进入德克薩斯州大學奧斯汀分校。1953年他获得物理博士学位。

## 声音合成
1962年凯利使用贝尔实验室的机器完成声音合成。他研制的声音合成机在马克斯·马修斯的伴奏下唱歌。当时亞瑟·查理斯·克拉克正好在贝尔实验室拜访一位朋友，看到了凯利的机器，他被深深打动。后来在《2001太空漫遊》的小说和电影剧本中他加入了这个经历：宇航员戴维·鲍曼在将超级计算机拆除掉的过程中该计算机也唱同一首歌。

## 博弈论
凯利是一个很有意思的人物。一方面他是一个物理学家，另一方面他代表着德克萨斯州的强人，一个玩枪的人和一个惊险飞行员。在贝尔实验室他是克劳德·艾尔伍德·香农的同事。在香农的信息论基础上他们一起创造了博弈论似的技术。据说香农带他的妻子和麻省理工学院数学家爱德华·索普去拉斯维加斯赌场使用这个理论赢了许多钱。香农和索普还利用这个理论在股票市场上赢了更多的钱。

## 逝世
1965年，41岁的凯利在曼哈顿的人行道上突然患脑溢血逝世。据说他从未使用他自己的理论来赚钱。